# Carmel Valley AVA
Carmel Valley AVA (anerkannt seit dem 14. Dezember 1982) ist ein Weinbaugebiet im US-Bundesstaat Kalifornien. Das Gebiet liegt in dem Verwaltungsgebiet Monterey County, südöstlich von Carmel-by-the-Sea. Das Weinbaugebiet liegt innerhalb der Santa Lucia Range entlang des Carmel River. Die Weinberge liegen meist oberhalb 300 m ü. NN und werden daher nicht von den Küstennebeln des Pazifiks abgekühlt. Die Berglagen sind somit wärmer als die Tallagen. Es werden daher meist spätreifende Rebsorten angebaut.